# Toyota Publica
Toyota Publica (японське: トヨタ・パブリカ, Toyota Paburika) — невеликий автомобіль, виготовлений японським автовиробником Toyota з 1961 по 1978 рік. Задуманий як сімейний автомобіль для виконання вимог «національної концепції автомобілів» японського уряду, це був найменший автомобіль Toyota в той період і був замінений на Toyota Starlet, яка сама стартувала як версія Publica. Він був доступний лише як 2-дверний автомобіль, але в наборі стилів кузова були седан, універсал, кабріолет, купе і навіть купе утиліта (пікап), який пережив інші моделі на десятиліття, і породила інші моделі, такі як Toyota Sports 800 або Toyota MiniAce.